# Oberfeulen
Oberfeulen (luxembourgeois: Uewerfeelen) est une section de la commune luxembourgeoise de Feulen située dans le canton de Diekirch.